# Borne fleurdelysée no 37 (Maison-Rouge)
La borne fleurdelysée no 37 est un monument situé sur la commune de Maison-Rouge, en France.

## Description
Le monument est conservé  à Maison-Rouge, sur la route nationale 19. La borne a la particularité d'avoir sa fleur de lys dirigée face à la maison, et non sous le chiffre 37.

## Historique
La borne a été érigée au XIXe siècle.